# Candida intermedia
Candida intermedia är en svampart som först beskrevs av Cif. & Ashford, och fick sitt nu gällande namn av Langeron & Guerra 1938. Candida intermedia ingår i släktet Candida, ordningen Saccharomycetales, klassen Saccharomycetes, divisionen sporsäcksvampar och riket svampar.   Inga underarter finns listade i Catalogue of Life.